# Grå syramätare
Grå syramätare (Timandra griseata) är en fjärilsart som beskrevs av Wilhelm Petersen 1902. Grå syramätare ingår i släktet Timandra och familjen mätare, Geometridae. Arten är reproducerande i Sverige. Tre underarter finns listade i Catalogue of Life, Timandra griseata brykaria Nordström, 1943, Timandra griseata prouti Inoue, 1958 och Timandra griseata recompta Prout, 1930.
Grå syramätare har en systerart, gul syramätare  som den är väldigt lik. Grå syramätare har en blekare färger och mer grå pudring. Ofta krävs genitalieundersökning för säker artbestämning. 

## Bildgalleri

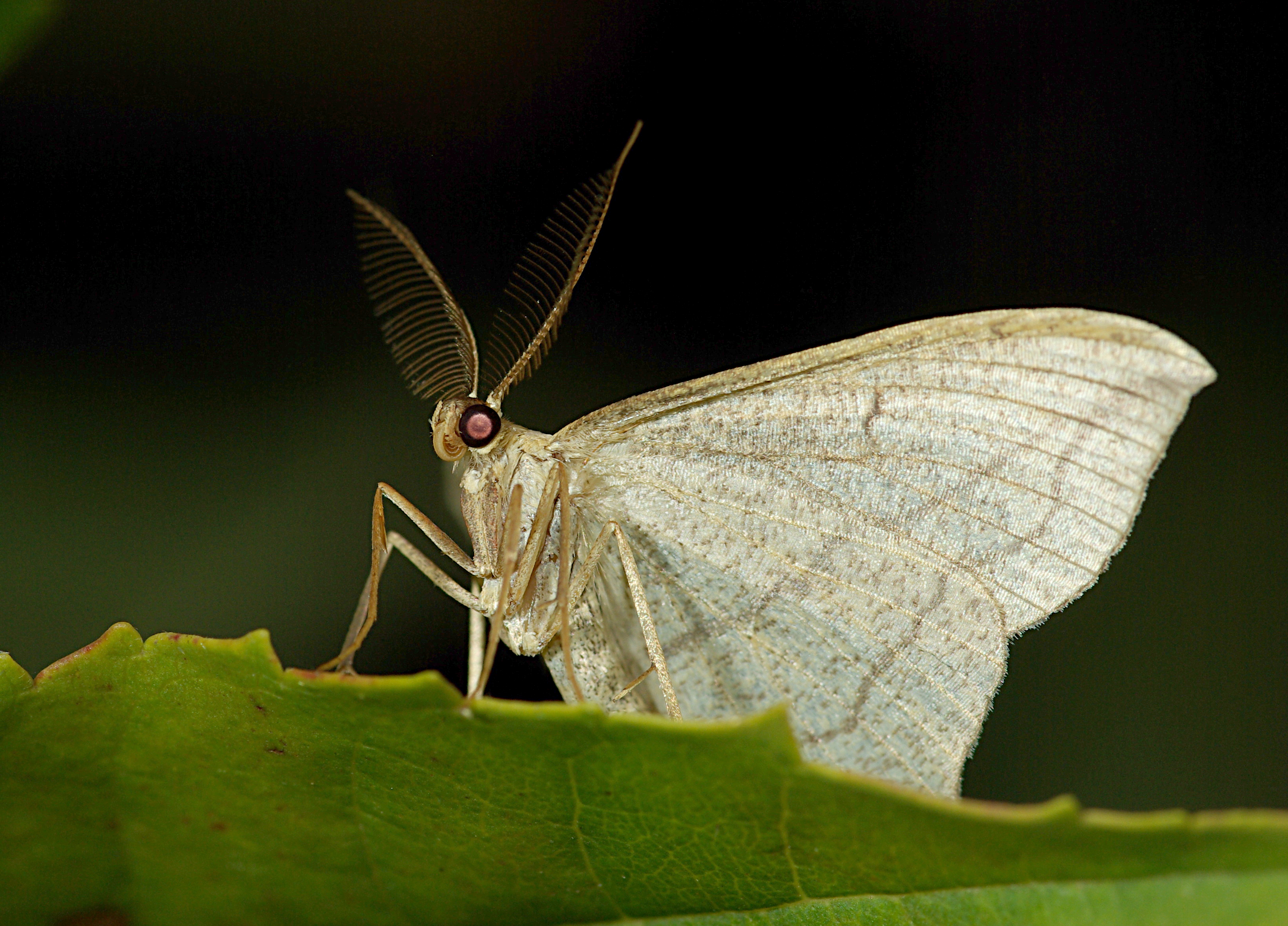
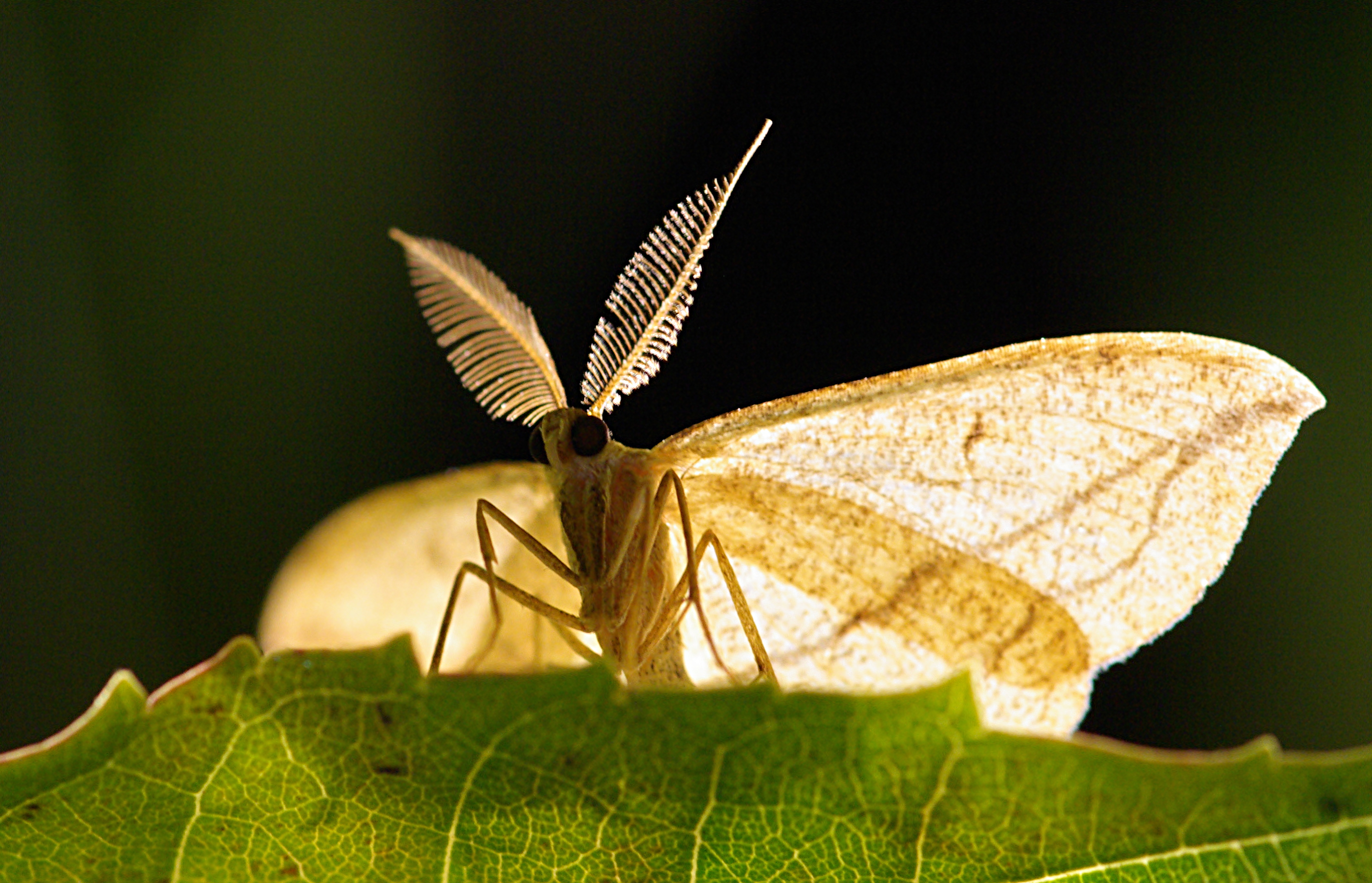